# 485. pehotni polk (Wehrmacht)
Za druge 485. polke glejte 485. polk.
485. pehotni polk (izvirno nemško Infanterie-Regiment 485) je bil eden izmed pehotnih polkov v sestavi redne nemške kopenske vojske med drugo svetovno vojno.

## Zgodovina
Polk je bil ustanovljen 26. avgusta 1939 kot polk 4. vala v WK XII iz nadomestnih bataljonov 104., 110. in 115. pehotnega polka; polk je bil dodeljen 263. pehotni diviziji. 
1. oktobra 1940 je bil III. bataljon izvzet iz sestave in dodeljen 437. pehotnemu polku; bataljon je bil nadomeščen.
Leta 1942 je bil III. bataljon razpuščen v bojih.
15. oktobra 1942 je bil polk preimenovan v 485. grenadirski polk.